# Comté de Las Animas
Le comté de Las Animas est un comté du Colorado. Son siège est Trinidad.
Le comté est nommé en référence à la rivière Purgatoire (en), dont le nom espagnol est El Rio de las Animas Perdidos en Purgatorio (« La rivière des âmes perdues dans le Purgatoire »).
Outre Trinidad, les municipalités du comté sont Aguilar, Branson, Cokedale, Kim et Starkville.

## Démographie
| 1870  | 1880  | 1890   | 1900   | 1910   | 1920   |
| ----- | ----- | ------ | ------ | ------ | ------ |
| 4 276 | 8 903 | 17 208 | 21 842 | 33 643 | 38 975 |

| 1930   | 1940   | 1950   | 1960   | 1970   | 1980   |
| ------ | ------ | ------ | ------ | ------ | ------ |
| 36 008 | 32 369 | 25 902 | 19 983 | 15 744 | 14 897 |

| 1990   | 2000   | 2010   | - | - | - |
| ------ | ------ | ------ | - | - | - |
| 13 765 | 15 207 | 15 507 | - | - | - |